# Peder Munk

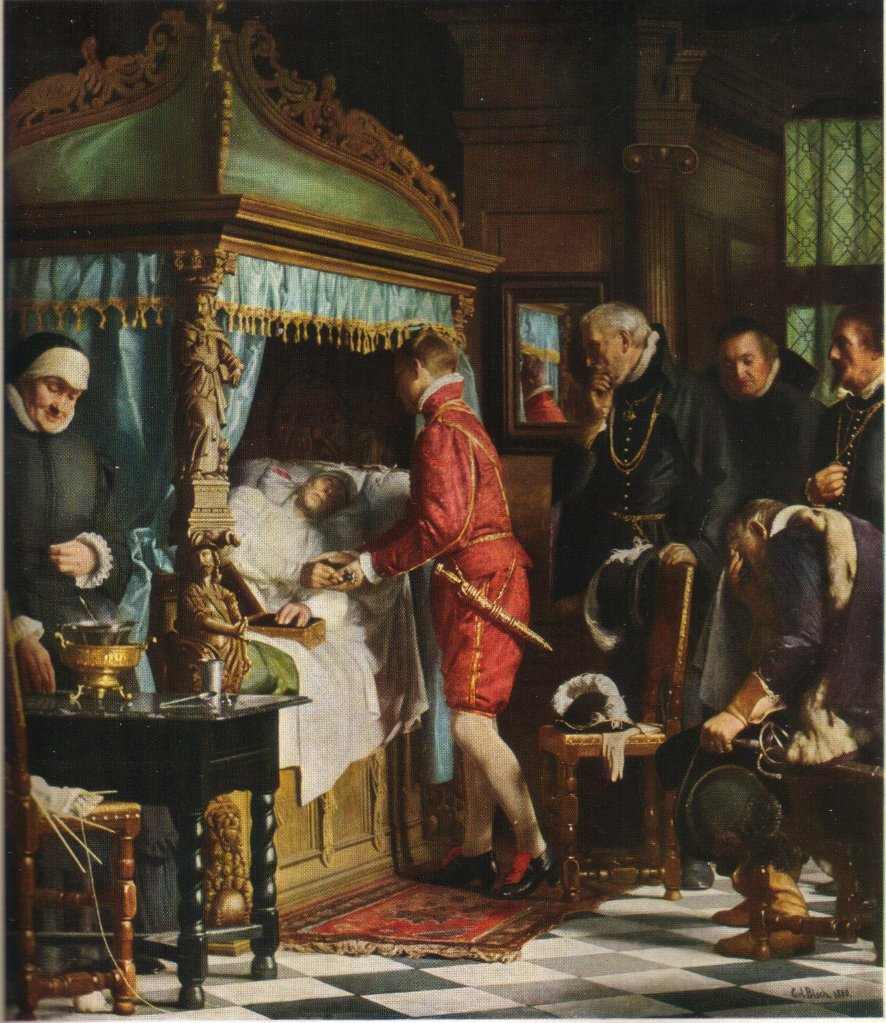
Christian IV., Peder Munk und weitere Mitglieder des Vormundschaftsrates am Sterbebett des Reichskanzlers Niels Kaas

Peder Munk, auch Peter Munk (* 1534 in Lønborggaard, Dänemark; † 1623 in Sødringholm) war ein dänischer Militär und Politiker.

## Leben
Peder war der Sohn von Ludvik Munk († 1537) und Kirstine Lykke. Sein Bruder war Ludvik Munk (1537–1602), der Vater von Kirsten Munk, die 1615 König Christian IV. heiratete. Olaf Munk († 1569), 1534–1536 Adjunkt des letzten katholischen Bischofs von Ribe, seines Onkels Iver Munk, war sein Onkel. Nach dem Tod seines Vaters wuchs Peder Munk zunächst am Hof des Herzogs Philipp I. von Pommern-Wolgast auf, ehe er in die Dienste des dänisch-norwegischen Königs Friedrich II. trat (1559).
Ab 1564 nahm er während des Dreikronenkriegs am Seekrieg gegen Schweden teil und wurde 1568 Oberbefehlshaber der dänischen Flotte, seine schwedischen Gegenspieler waren die Admirale Klas Horn und Clas Eriksson Fleming. 1571 wurde Munk Mitglied des dänischen Reichsrats und 1576 erster dänischer Reichsadmiral (Rigsadmiral) – kurz zuvor (1571) war Fleming zum ersten schwedischen Reichsadmiral (Riksamiral) ernannt worden. Ab 1588 war Munk zudem Mitglied des Vormundschaftsrates für Christian IV. und von 1596 bis 1608 Reichsmarschall (Rigsmarsk).
Im Winter 1589 reiste Prinzessin Anna von Dänemark, um König Jakob VI. von Schottland zu heiraten. Auf dem Weg über die Nordsee gerieten die Schiffe in einen schweren Sturm und entgingen nur knapp dem Untergang. Admiral Peder Munk beschuldigte daraufhin den Finanzminister Christoffer Valkendorf, die Schiffe für einen Sturm ungenügend ausgerüstet zu haben. Dieser verteidigte sich mit der Behauptung der Sturm sei von Hexen verursacht worden und löste damit die Kopenhagener Hexenprozesse von 1590 aus, denen unter anderen Anna Koldings zum Opfer fiel.